# Serra Gran (Osor)
La Serra Gran és una serra situada al municipi d'Osor a la comarca de la Selva, amb una elevació màxima de 1.202 metres.